# Arrest Blijf daar weg!
Het arrest Blijf daar weg! (HR 1 juli 1996, NJ 1996/753) is een arrest van de Nederlandse Hoge Raad dat betrekking heeft op de verwerping van een beroep op noodweer wegens culpa in causa.

## Casus
Verdachte was op 30 oktober 1993 bij zijn vriend M., toen J. daar aan de deur kwam en hem met een pistool bedreigde. Later op de avond ging verdachte opnieuw naar M. om een andere vriend op te halen, vanwege een eerdere afspraak om samen te gaan stappen. Toen hij J. opnieuw tegenkwam, was het J. die als eerste, zonder waarschuwing vooraf een pistool trok en op de verdachte schoot. Daarop heeft hij teruggeschoten. Zijn beroep op noodweer is door het hof verworpen, omdat hij de confrontatie zou
hebben gezocht.

## Rechtsvraag
Kan de verdachte succesvol beroepen op noodweer. Ondanks dat de verdachte de confrontatie opgezocht heeft. ? (Ja)

## Procesgang
Verdachte is in hoger beroep door het hof veroordeeld tot dertig maanden gevangenisstraf, waarvan tien maanden voorwaardelijk, wegens poging tot doodslag en verboden wapenbezit. Dit arrest is in cassatie door de Hoge Raad vernietigd en de strafzaak is doorverwezen naar een ander hof.

### Hof
Het hof verwerpt het beroep op noodweer, omdat verdachte de confrontatie zelf heeft opgezocht, althans niet uit de weg is gegaan. Het hof verwerpt ook het beroep op noodweerexces. Het hof overwoog:

Verweer.

Ter terechtzitting in hoger beroep heeft de raadsman van de verdachte ten aanzien van het onder 1 telastegelegde een beroep gedaan op noodweer, daartoe aanvoerende dat het [Jeng] was die, onmiddellijk nadat hij de verdachte zag, als eerste, zonder waarschuwing vooraf een pistool trok en op de verdachte schoot. Derhalve was er voor de verdachte geen andere mogelijkheid dan terug te schieten, nu het ontwijken van de aanval onmogelijk was.

Het hof verwerpt het verweer. Uit het onderzoek ter terechtzitting is gebleken dat de verdachte [Jeng] reeds eerder op de avond van 30 oktober 1993 had getroffen en dat hij bij die gelegenheid door [Jeng] met een vuurwapen is bedreigd.

Door zich later op de avond gewapend met een pistool naar de plaats te begeven, waar J. zich ophield en waar hij J. ook is tegengekomen, is de verdachte zelf de confrontatie met het latere slachtoffer aangegaan. Gelet op het voorgaande kan niet worden gezegd dat van een noodweersituatie sprake is geweest.

Ten aanzien van het onder 1 telastegelegde heeft de raadsman zich tevens beroepen op noodweerexces, daartoe aanvoerende dat de verdachte schoten op J. heeft afgevuurd ten gevolge van de bij verdachte bestaande angst en paniek, ontstaan nadat J. direct op hem was gaan schieten.
Het hof verwerpt ook dit verweer. Nu zich in de onderhavige zaak op geen enkel moment een noodweersituatie heeft voorgedaan is ook een daardoor ontstane hevige gemoedsbeweging uitgesloten, zodat de verdachte zich niet met vrucht op noodweer-exces kan beroepen.

### Hoge Raad
De Hoge Raad oordeelt dat het hof de afwijzing van het beroep op noodweer onvoldoende heeft gemotiveerd.
De Hoge Raad overwoog:

5.3

Blijkens het proces-verbaal van de terechtzitting in hoger beroep heeft de verdachte aldaar verklaard:

‘Op 30 oktober 1993 ontmoetten J. en ik elkaar weer, toen ik bij M. was. Hij kwam daar aan de deur en bedreigde mij toen met een vuurwapen. Diezelfde avond had ik met mijn vriend Anthony afgesproken om uit te gaan. Ik zou hem ophalen bij M. thuis. Mijn vrienden liepen met mij mee. U vraagt mij of ik niet beter weg had kunnen blijven uit die buurt. Ik had echter al afgesproken daar naar toe te gaan. Voordat ik daar naar toe ging had ik mijn pistool van huis meegenomen. Ik heb J. onderschat. Ik kwam J. daar weer tegen. J.begon te schieten. Ik moest mij verdedigen en heb daarom geschoten.

5.4

In het licht van het vorenoverwogene is ’s Hofs oordeel dat de verdachte zelf de confrontatie met het latere slachtoffer is aangegaan en dat gelet daarop niet kan worden gezegd dat van een noodweersituatie sprake is geweest, zonder nadere motivering, die in de bestreden uitspraak ontbreekt, niet begrijpelijk. Immers, de enkele omstandigheid dat het slachtoffer eerder op de avond bij een derde aan de deur was geweest en toen de verdachte, die zich bij die derde bevond, met een vuurwapen had bedreigd, brengt niet mee dat de verdachte, toen hij zich later op de avond wederom naar de woning van die derde begaf daardoor de confrontatie met het slachtoffer heeft gezocht.